# Некрасовський район
Некрасовський район (рос. Некрасовский район) — адміністративна одиниця Ярославської області Російської Федерації.
Адміністративний центр — селище міського типу Некрасовське.

## Адміністративний поділ
До складу району входять 3 сільських поселення:
1. сільське поселення Бурмакіно (смт Бурмакіно)
  - робітниче селище Бурмакіно (відповідає смт Бурмакіно)
  - Бурмакінський сільський округ
  - Високовський сільський округ
  - Нікольський сільський округ
  - Родюкинський сільський округ
  - Якушевський сільський округ
2. сільське поселення Красний Профінтерн (смт Красний Профінтерн)
  - робітниче селище Красний Профінтерн (відповідає смт Красний Профінтерн)
  - Аббакумцевський сільський округ
  - Боровський сільський округ
  - Вятський сільський округ (с. Вятське)
  - Гребовський сільський округ
  - Дієво-Городищенський сільський округ (с. Дієво Городище)
3. сільське поселення Некрасовське (смт Некрасовське)
  - робітниче селище Некрасовське (відповідає смт Некрасовське)
  - Клімовський сільський округ
  - Лапинський сільський округ
  - Левашовський сільський округ (с. Левашово)
  - Чернозаводський сільський округ